# Hierodulella reticulata
Hierodulella reticulata är en bönsyrseart som beskrevs av Brunner v.W. 1898. Hierodulella reticulata ingår i släktet Hierodulella och familjen Mantidae. Inga underarter finns listade i Catalogue of Life.